# Politique au Pakistan

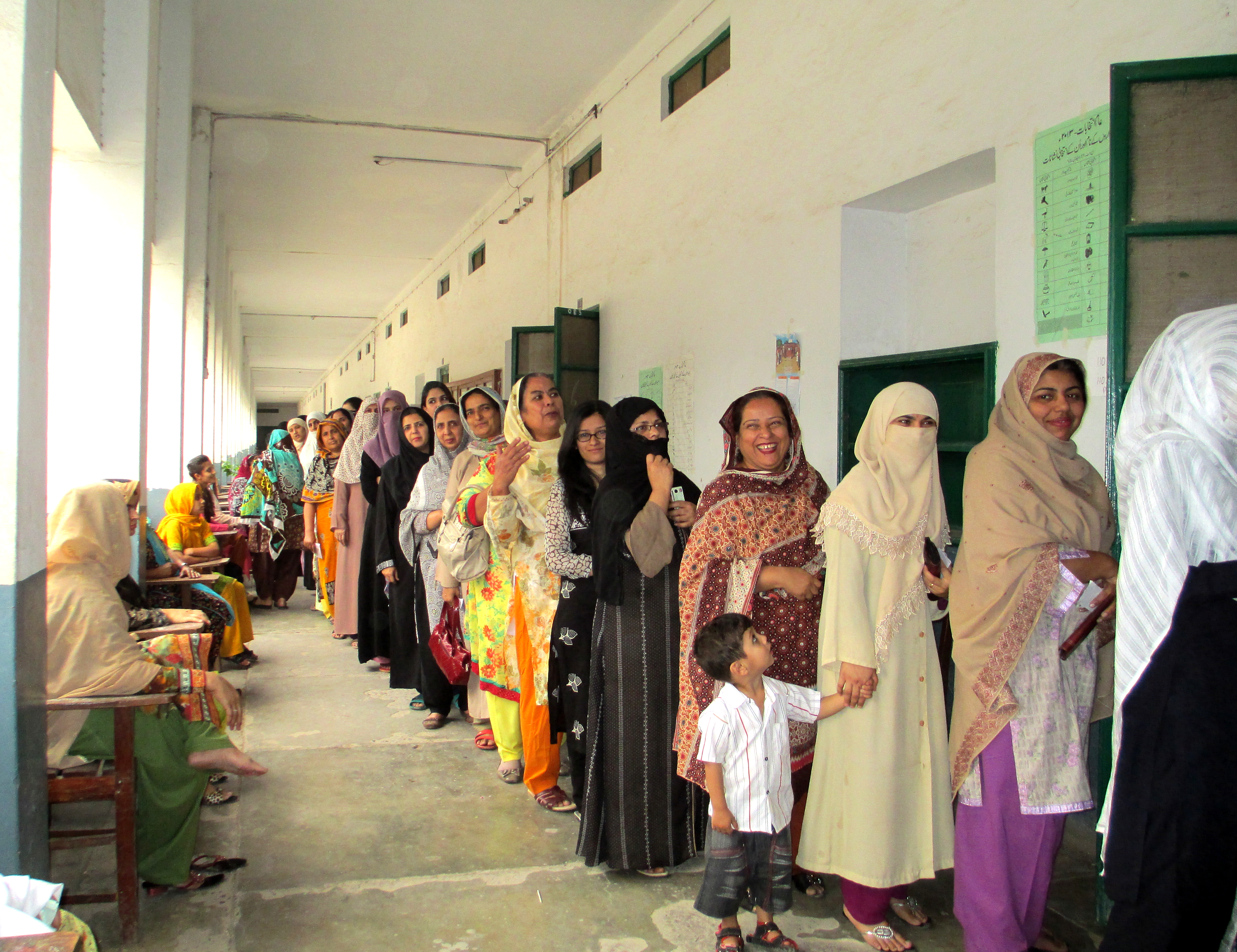
Femmes attendant de pouvoir voter à Rawalpindi, lors des élections législatives de 2013.

La politique au Pakistan est caractérisée par une confrontation récurrente entre le pouvoir civil, partiellement démocratique, et le pouvoir militaire. Ainsi, depuis sa création en 1947, le pays a presque été autant de temps dirigé par un pouvoir militaire que par des autorités civiles, et même lorsqu'un gouvernement civil est en place, il est influencé par l'armée. Le pays a connu trois coups d’État, en 1958, 1977 et 1999 et chacun des régimes qui se sont ensuivis ont duré environ dix ans. La politique du pays est pourtant également influencée par divers partis politiques et le pays a connu de nombreuses alternances sous des régimes civils, tendant vers l'instabilité. La Constitution met en place des institutions indépendantes, comme le Parlement et la Cour suprême.
Le Pakistan est une république islamique, fédérale et multipartite. La Constitution actuelle, entrée en application le 14 août 1973, fixe un régime parlementaire moniste où le chef du gouvernement est le Premier ministre et le premier détenteur du pouvoir exécutif et où le chef de l'État, le Président de la République, possède un titre plutôt honorifique. Le peuple élit au scrutin universel direct l'Assemblée nationale et les quatre assemblées provinciales. Les sénateurs et le président de la République sont élus indirectement. À la suite des coups d'État, les pouvoirs du président ont été largement accrus avant d'être réduits par les régimes civils. La réforme constitutionnelle de 2010 redonne ainsi la réalité du pouvoir au Premier ministre.

## Institutions politiques

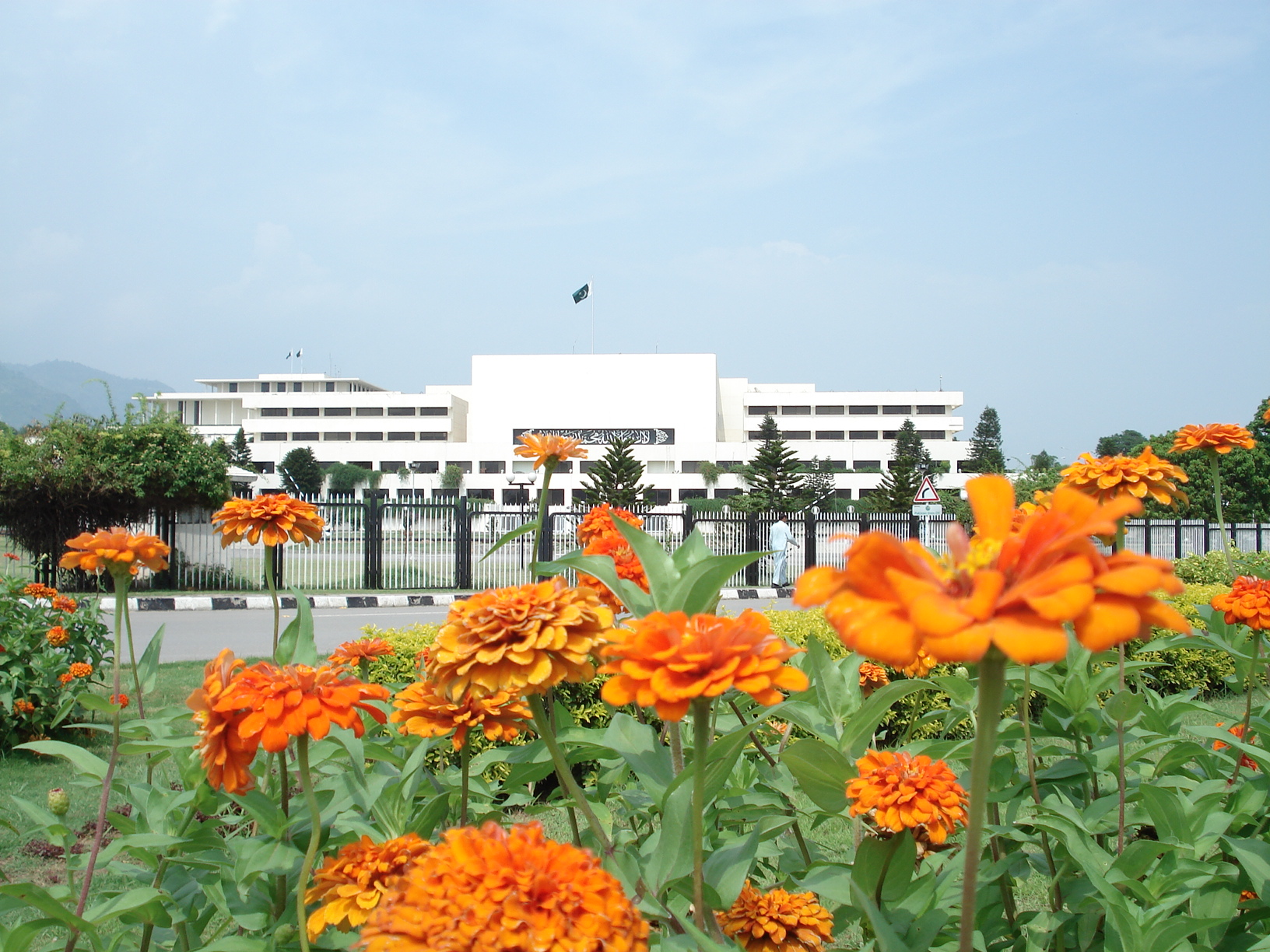
Le Majlis-e-Shoora, le Parlement du Pakistan.

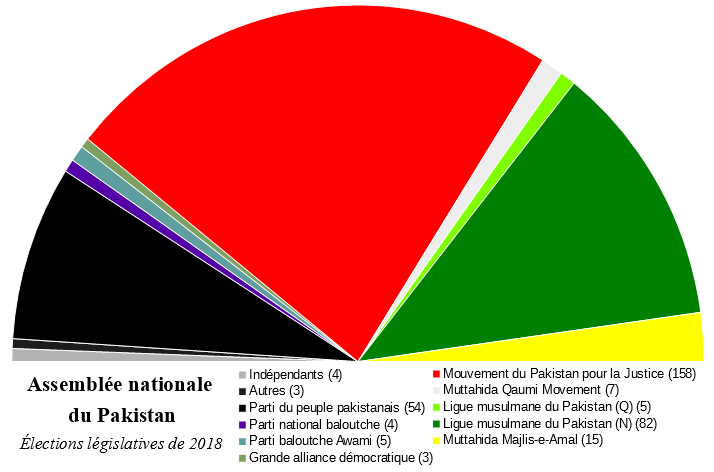
Composition de l'Assemblée nationale après les élections de 2018.

### Pouvoir législatif
Le Majlis-e-Shoora est l'organe législatif fédéral du pays. C'est un parlement bicaméral, situé à Islamabad, il comprend :
- une chambre basse, l'Assemblée nationale, qui représente le peuple et l'unité de l’État. Elle compte 342 sièges, dont un minimum de 60 sièges réservés pour les femmes et 10 pour les minorités religieuses. Les membres sont élus au suffrage universel direct pour 5 ans, sauf les 70 sièges réservés, qui sont élus par les autres membres élus ;
- une chambre haute, le Sénat, qui représente les provinces et leur autonomie. Ses 104 membres sont principalement élus par les assemblées provinciales, pour un mandat de six ans, et qui est renouvelé par moitié tous les trois ans.

Le peuple élit également quatre assemblées provinciales qui forment les organes législatifs fédérés :
- l'assemblée provinciale du Pendjab, 371 membres, à Lahore,
- l'assemblée provinciale du Sind, 166 membres, à Karachi,
- l'assemblée provinciale de Khyber Pakhtunkhwa, 145 membres, à Peshawar,
- l'assemblée provinciale du Baloutchistan pakistanais, 65 membres, à Quetta.

Les élus de l'Assemblée nationale et des quatre assemblées provinciales sont élus directement par le peuple au suffrage universel direct uninominal majoritaire à un tour pour un mandat de cinq ans. Il s'agit donc d'un vote par circonscription, où le candidat élu est celui qui obtient une majorité relative de voix à l'issue d'un unique tour.

### Pouvoir exécutif

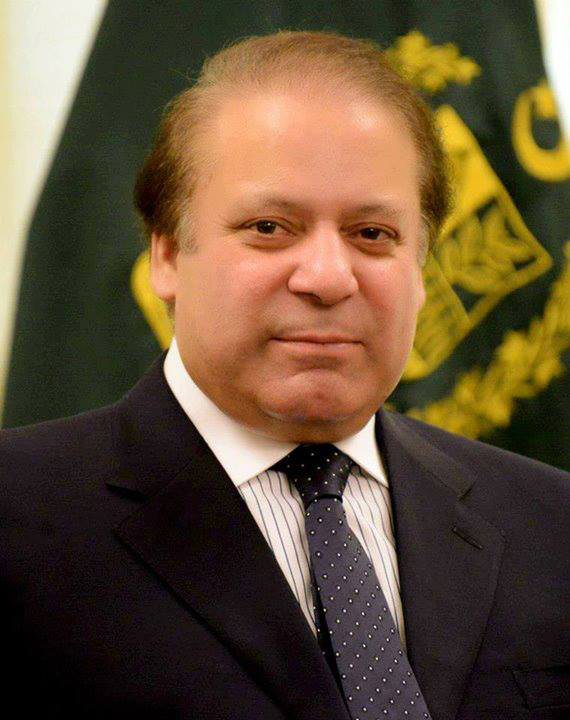
Nawaz Sharif a occupé le plus longtemps la fonction de Premier ministre.

Le président de la République est élu pour cinq ans par un collège électoral constitué des membres du Sénat, de l'Assemblée nationale et des assemblées provinciales. Ce collège est composé de 706 voix, dont les 104 voix du Sénat et les 342 de l'Assemblée nationale. Chaque Assemblée provinciale équivaut ensuite à 65 voix. Ainsi chacun des 371 députés de l'Assemblée provinciale du Pendjab équivaut à environ 0,18 voix, alors qu'un député de l'Assemblée provinciale du Baloutchistan pakistanais à une. Chaque province équivalant à une entité autonome, elles sont censées peser à niveau égal.
Le président ne peut exercer que deux mandats consécutifs. Il peut être destitué par un vote parlementaire, à la majorité des deux tiers. Bien que le Premier ministre détienne la majorité du pouvoir exécutif, le président a longtemps conservé d'importantes prérogatives comme celles, créées en 1985, abrogées en 1997 mais restaurées en 2003 et de nouveau abrogées en avril 2010, de dissoudre l'Assemblée nationale et de démettre le Premier ministre.
Le Premier ministre est investi par l'Assemblée nationale au cours d'un vote durant lequel plusieurs candidats peuvent se présenter. Il choisit ensuite son gouvernement.
| Fonction                               | Nom                       | Parti  | Depuis           |
| -------------------------------------- | ------------------------- | ------ | ---------------- |
| Président                              | Asif Ali Zardari          | PPP    | 10 mars 2024     |
| Premier ministre                       | Shehbaz Sharif            | LMP-N  | 4 mars 2024      |
| Président du Sénat                     | Sadiq Sanjrani            | SE     | 12 mars 2018     |
| Président de l'Assemblée nationale     | Ayaz Sadiq                | LMP-N  | 1er mars 2024    |
| Gouverneur du Pendjab                  | Muhammad Baligh Ur Rehman | LMP-N  | 30 mai 2022      |
| Gouverneur du Sind                     | Kamran Tessori            | MQM-P  | 10 octobre 2022  |
| Gouverneur de Khyber Pakhtunkhwa       | Haji Ghulam Ali           | JUI-F  | 23 novembre 2022 |
| Gouverneur du Baloutchistan            | Malik Abdul Wali Kakar    | Mengal | 5 mars 2023      |
| Ministre en chef du Pendjab            | Maryam Nawaz Sharif       | LMP-N  | 26 février 2024  |
| Ministre en chef du Sind               | Murad Ali Shah            | PPP    | 27 février 2024  |
| Ministre en chef de Khyber Pakhtunkhwa | Ali Amin Gandapur         | PTI    | 2 mars 2024      |
| Ministre en chef du Baloutchistan      | Sarfraz Bugti             | PPP    | 2 mars 2024      |

### Pouvoir judiciaire

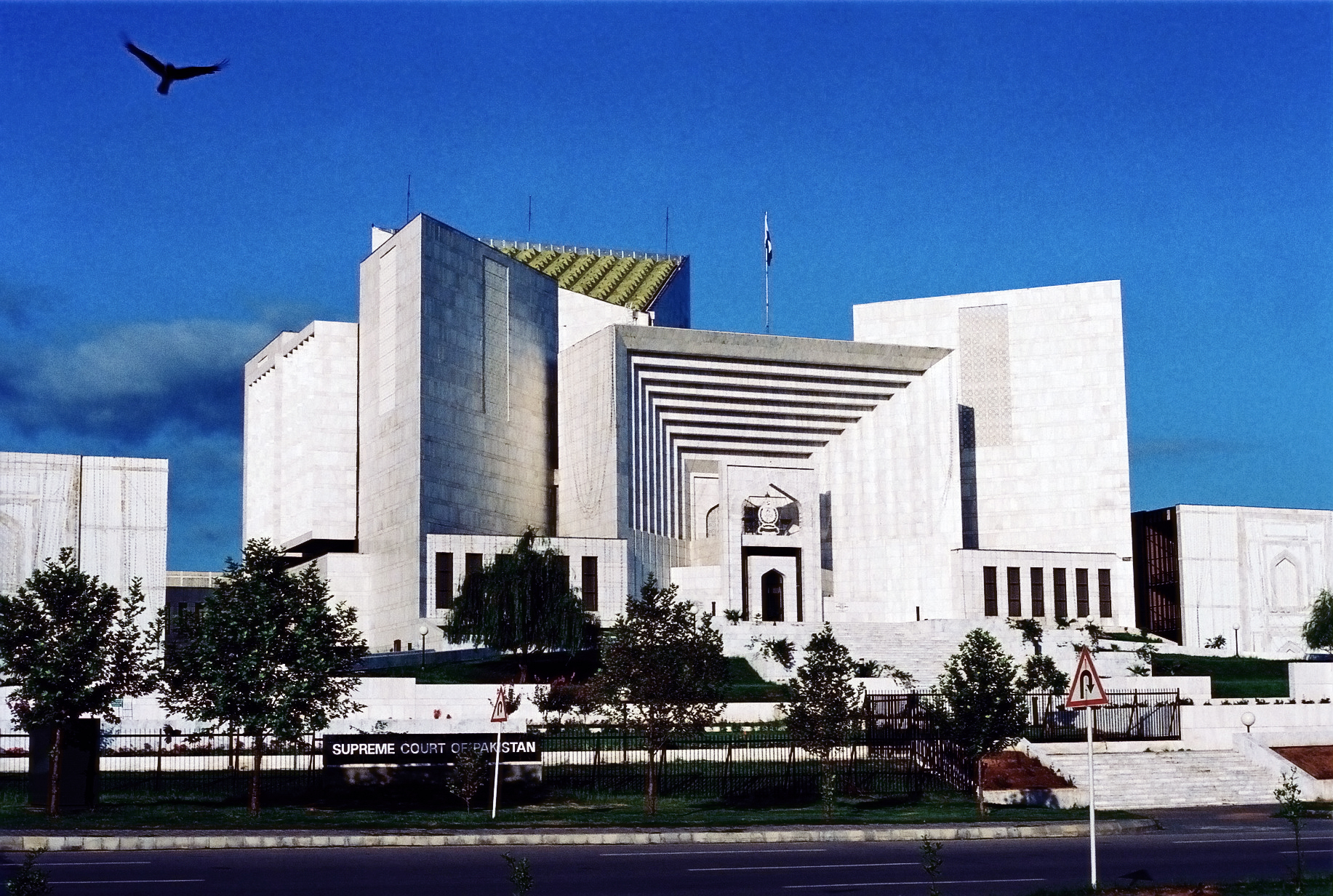
Cour suprême à Islamabad.

Au sommet de la hiérarchie judiciaire figure la Cour suprême, instance arbitrant en dernier ressort tant en matière constitutionnelle qu'en matière légale, et qui est composée de 17 juges : le président (Chief Justice) et seize autres membres.
Avant la réforme constitutionnelle d'avril 2010, c'est le Président de la République qui détenait le pouvoir discrétionnaire de nommer les juges. Depuis la procédure est devenue plus complexe. Une commission judiciaire composée de neuf membres (le Chief Justice, les quatre juges les plus vieux de la Cour suprême, un ancien Chief Justice, le ministre de la justice, le procureur général et enfin un avocat nommé par le Barreau de la Cour) propose d'abord un candidat qui doit être ensuite approuvé par un comité parlementaire composé de huit membres (quatre de chaque chambre et composé d'autant de membres de la majorité que de l'opposition). Les membres du comité sont nommés par le président et le chef de l'opposition de chaque chambre respective. Enfin, le Président de la République nomme les juges choisis.
Il existe également des juges provinciaux et des hautes cours provinciales et, au niveau fédéral, une Cour fédérale de la charia, composée de huit juges musulmans, dont trois sont des oulémas et dont le président est désigné par le président de la République.
En 2007, de crainte de voir sa candidature à un deuxième mandat présidentiel annulée par les juges de la Cour suprême, le président Pervez Musharraf a démis les membres de la cour de leurs fonctions. Cette décision illégale a déclenché le mouvement des avocats pour réclamer leur réinstallation, ce qui sera achevé en mars 2009 avec le retour du président de la Cour Iftikhar Muhammad Chaudhry.

### Histoire institutionnelle
La Constitution actuelle, entrée en application le 14 août 1973 fixait un régime parlementaire similaire à celui actuellement en vigueur. Cependant après les coups d’État de Muhammad Zia-ul-Haq en 1977, et de Pervez Musharraf en 1999, des amendements accroissant les pouvoirs du président furent adoptés.
En avril 2010, une réforme constitutionnelle est adoptée par le Parlement. Ce 18e amendement à la Constitution supprime le 17e amendement, ce qui transforme le régime semi-présidentiel en régime parlementaire moniste, comme c'était le cas dans la Constitution originaire de 1973. Désormais, le Président de la République ne peut plus révoquer le Premier ministre ni dissoudre l'Assemblée nationale. Cette dernière prérogative reviendra alors au Premier ministre. Le projet de loi, déposé par le gouvernement le 2 avril est approuvée par l'Assemblée nationale le 8 avril, puis par le Sénat le 15 avril. Le président de la République signe l'acte le 19 avril.

## Partis politiques

Partis arrivés en tête dans les districts lors des élections législatives de 2008 :
Parti du peuple pakistanais
Ligue musulmane du Pakistan (N)
Ligue musulmane du Pakistan (Q)
Mouvement Muttahida Qaumi
Parti national Awami
Jamiat Ulema-e-Islam (F)
Ligue musulmane du Pakistan (F)
Parti national baloutche
Indépendants

### Partis majeurs
Les principaux partis ayant une dimension nationale sont les suivants :
- Parti du peuple pakistanais (PPP) de gauche, fondé par Zulfikar Ali Bhutto en 1967.
- Mouvement du Pakistan pour la justice fondé par Imran Khan en 1996
- Ligue musulmane du Pakistan (N) (PML-N - la lettre « N » symbolisant Nawaz) de Shehbaz Sharif
- Ligue musulmane du Pakistan (Q) (PML-Q)- la lettre « Q » symbolise Quaid-e-Azzam (Muhammad Ali Jinnah) qui a soutenu Pervez Musharraf de 2002 à 2008
- Muttahida Majlis-e-Amal, alliance islamiste comprenant surtout la Jamiat Ulema-e-Islam et la Jamaat-e-Islami.

### Partis locaux
Divers partis ont une emprise plus locale, et sont souvent liés à une ethnie particulière : 
- Mouvement Muttahida Qaumi (MQM), principalement influant à Karachi
- Parti national Awami (ANP) principalement lié aux Pachtounes
- Parti Qaumi Watan, parti dissident du PPP fondé par Aftab Ahmad Khan Sherpao, influant dans la province de Khyber Pakhtunkhwa
- Pashtunkhwa Milli Awami, représente les Pachtounes de la province du Baloutchistan
- Parti national du peuple
- Parti national baloutche
- Parti national, représente les Baloutches
- Ligue musulmane du Pakistan (F), influant dans le Sind

## Élections

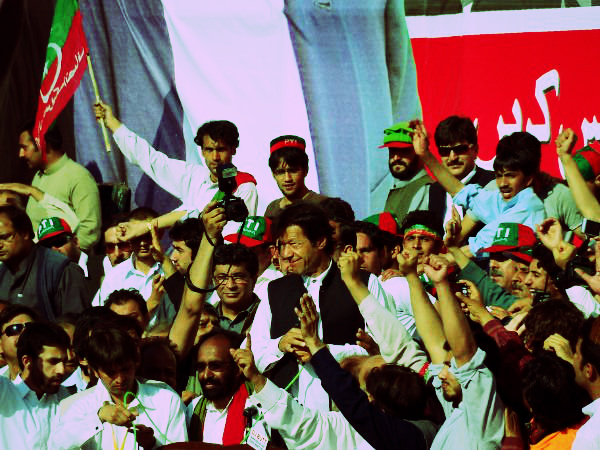
Imran Khan lors d'un rassemblement du Mouvement du Pakistan pour la justice à Abbottabad en 2012.

### Mode de scrutin
Les députés fédéraux et provinciaux sont élus au suffrage universel direct uninominal majoritaire à un tour, c'est-à-dire que chaque électeur vote dans sa circonscription pour un candidat et celui arrivant en tête à l'issue d'un unique tour est élu, même avec une majorité relative de voix. Un candidat peut présenter sa candidature dans plusieurs circonscriptions, mais ne doit garder qu'un siège s'il en remporte plusieurs. Une élection partielle est alors organisée dans la circonscription dont le poste de député est devenu vacant. Les membres élus doivent ensuite procéder à l'élection des « sièges réservés ». 
Pour l'Assemblée nationale, les 272 membres élus directement élisent 60 sièges réservés à des femmes et 10 sièges réservés à des minorités religieuses. Ces sièges sont répartis à la proportionnelle entre tous les partis ayant remporté un minimum de 5 % des voix au scrutin direct, mais répartis en proportion du nombre de sièges déjà obtenus et non en proportion des voix, de manière à laisser inchangé le résultat du vote populaire. 
Le nombre de sièges d'un parti utilisé pour la répartition des sièges réservés peut comprendre des candidats élus en tant qu'indépendants, si ceux-ci le rejoignent officiellement dans les trois jours suivants la publication des résultats des sièges élus au scrutin direct. Une fois la commission électorale informée, les candidats ne peuvent revenir sur ces ralliements avant l'élection des membres réservés, en accord avec l'article 92-6 de la loi électorale pakistanaise.

### Historique des résultats
Depuis les premières élections législatives en 1970, aucun parti au pouvoir n'a jamais été réélu dans le pays, à l'exception du Parti du peuple pakistanais lors des législatives de 1977, qui sont toutefois rapidement annulées à la suite d'accusations de fraudes et du coup d'État du 5 juillet 1977. Le tableau ci-dessous récapitule les résultats des élections pour l'Assemblée nationale de chaque parti ayant dirigé le gouvernement fédéral au moins une fois. 
| Partis               | PPP    | PPP      | ADI-LMP(N) | ADI-LMP(N) | MPJ    | MPJ      | LMP(Q) | LMP(Q)   |
| Partis               | % voix | % sièges | % voix     | % sièges   | % voix | % sièges | % voix | % sièges |
| -------------------- | ------ | -------- | ---------- | ---------- | ------ | -------- | ------ | -------- |
| Législatives de 1970 | 18,6 % | 59 %     | -          | -          | -      | -        | -      | -        |
| Législatives de 1977 | 60,1 % | 72 %     | -          | -          | -      | -        | -      | -        |
| Législatives de 1988 | 37,6 % | 48 %     | 29,6 %     | 25 %       | -      | -        | -      | -        |
| Législatives de 1990 | 36,8 % | 20 %     | 37,4 %     | 49 %       | -      | -        | -      | -        |
| Législatives de 1993 | 37,9 % | 43 %     | 39,9 %     | 35 %       | -      | -        | -      | -        |
| Législatives de 1997 | 21,8 % | 9 %      | 45,9 %     | 66 %       | 1,7 %  | 0 %      | -      | -        |
| Législatives de 2002 | 25,8 % | 24 %     | 9,4 %      | 6 %        | 0,6 %  | 0,3 %    | 25,7 % | 37 %     |
| Législatives de 2008 | 30,6 % | 36 %     | 19,6 %     | 27 %       | -      | -        | 23,0 % | 15 %     |
| Législatives de 2013 | 15,2 % | 13 %     | 32,8 %     | 55 %       | 16,9 % | 10 %     | 3,1 %  | 0,6 %    |
| Législatives de 2018 | 13,1 % | 16 %     | 24,4 %     | 24 %       | 31,9 % | 46 %     | 1,0 %  | 1,5 %    |
| Législatives de 2024 |        |          |            |            |        |          |        |          |

## Relations internationales

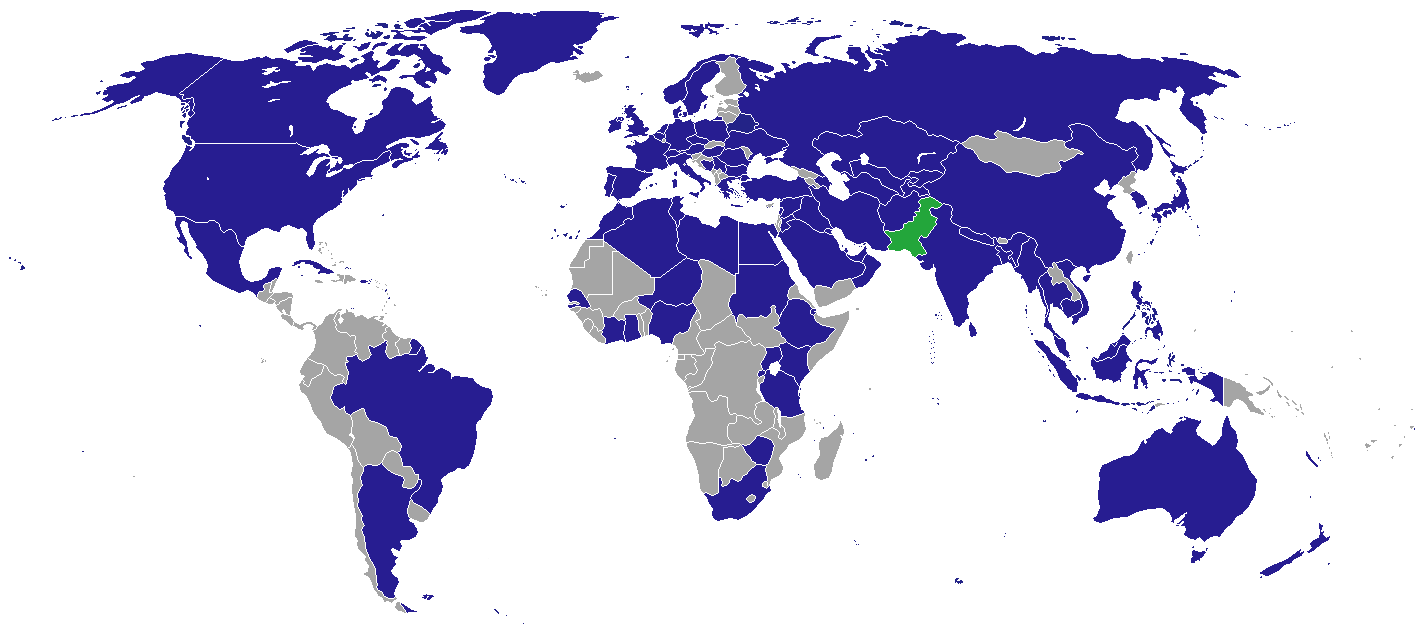
Missions diplomatiques du Pakistan.

Voir aussi : Catégorie:Relations bilatérales du Pakistan